# Lomaptera otakwana
Lomaptera otakwana är en skalbaggsart som beskrevs av Valck Lucassen 1961. Lomaptera otakwana ingår i släktet Lomaptera och familjen Cetoniidae. Inga underarter finns listade i Catalogue of Life.